# Табівка
Табі́вка (з ранішого тобілка, що походить від прасл. *tobol(a)) — невелика чоловіча шкіряна сумка для дрібних речей, оздоблена мідними ґудзиками або металевими таблицями, розетками, виріб декоративно-ужиткового мистецтва. Носилася через плече. В ній зберігалися гроші та найцінніші речі.
У 18—20 ст. — елемент гуцульського чоловічого костюму.
Давні табівки були прямокутної форми. Після того як їх форма змінилася на півкруглу, орнамент оздоблення набув форми півкругів з основним акцентом на центр. Всю поверхню виробу декорували опуклими кружечками («бобриками»).